# Temporada da ATP de 2015
A temporada da ATP de 2015 foi o circuito masculino dos tenistas profissionais de elite para o ano em questão. A Associação de Tenistas Profissionais (ATP) organiza a maioria dos eventos – os ATP World Tour Masters 1000, ATP World Tour 500, os ATP World Tour 250 e o de fim de temporada (ATP Finals), enquanto que a Federação Internacional de Tênis (ITF) tem os torneios do Grand Slam, a Copa Davis e a Copa Hopman.

## Calendário

### Países
| Torneios | País(es)                                                                                            | País(es)                                                                           |
| -------- | --------------------------------------------------------------------------------------------------- | ---------------------------------------------------------------------------------- |
| 11       | Estados Unidos                                                                                      | Estados Unidos                                                                     |
| 7        | França                                                                                              | França                                                                             |
| 4        | Alemanha · Austrália                                                                                | Grã-Bretanha                                                                       |
| 3        | China · Espanha                                                                                     | Suíça                                                                              |
| 2        | Áustria · Brasil · Croácia                                                                          | Países Baixos · Rússia · Suécia                                                    |
| 1        | Argentina · Bélgica · Canadá · Catar · Colômbia · Equador · Emirados Árabes Unidos · Índia · Itália | Japão · Malásia · Marrocos · México · Nova Zelândia · Portugal · Roménia · Turquia |

### Mês a mês

#### Legenda
Abaixo estão exemplos, com explicações usando o elemento dica de contexto. Basta passar o cursor sobre cada linha pontilhada para lê-las.
| Semana de                   | Torneio                                                                                        | Campeã(s)(o/ões)            | Vice-campeã(s)(o/ões)     | Resultado            |
| --------------------------- | ---------------------------------------------------------------------------------------------- | --------------------------- | ------------------------- | -------------------- |
| 16 de janeiro 23 de janeiro | Australian Open · Melbourne, Austrália · Grand Slam · A$ 12.176.550 – duro – 128S•96Q•64D•32DM | jogador(a) 1                | jogador(a) 2              | 7–61, 4–6, 7–6(10–6) |
| 16 de janeiro 23 de janeiro | Australian Open · Melbourne, Austrália · Grand Slam · A$ 12.176.550 – duro – 128S•96Q•64D•32DM | jogador(a) 3 · jogador(a) 4 | jogador(a) 5 jogador(a) 6 | 4–6, 6–4, [11–9]     |
| 16 de janeiro 23 de janeiro | Australian Open · Melbourne, Austrália · Grand Slam · A$ 12.176.550 – duro – 128S•96Q•64D•32DM | jogadora 7 jogador 8        | jogadora 9 jogador 10     | 6–2, 4–6, [10–3]     |

| Casos excepcionais | Premiação               | Grand Slam | Grand Slam | Grand Slam |
| Casos excepcionais | Premiação               | Variável   |            |            |
| Casos excepcionais | Número de participantes | QD         | E          |            |
| Casos excepcionais | Ordenação dos torneios  |            |            |            |

| Ícones | Clicável      |                                        |                                           |
| Ícones | Clicável      | edição do torneio                      |                                           |
| Ícones | Não-clicáveis |                                        | primeiro título conquistado na modalidade |
| Ícones | Não-clicáveis | o(a) jogador(a)/país defendeu o título |                                           |

#### Janeiro
| Semana de                   | Torneio                                                                                          | Campeã(s)(o/ões)                               | Vice-campeã(s)(o/ões)                         | Resultado            |
| --------------------------- | ------------------------------------------------------------------------------------------------ | ---------------------------------------------- | --------------------------------------------- | -------------------- |
| 5 de janeiro                | Brisbane International Brisbane, Austrália ATP World Tour 250 US$ 494.310 – duro – 28S•32Q•16D   | Roger Federer                                  | Kei Nishikori                                 | 6–4, 26–7, 6–4       |
| 5 de janeiro                | Brisbane International Brisbane, Austrália ATP World Tour 250 US$ 494.310 – duro – 28S•32Q•16D   | Jamie Murray John Peers                        | Alexandr Dolgopolov Kei Nishikori             | 6–3, 7–64            |
| 5 de janeiro                | Aircel Chennai Open Chenai, Índia ATP World Tour 250 US$ 458.400 – duro – 28S•31Q•16D            | Stan Wawrinka                                  | Aljaž Bedene                                  | 6–3, 6–4             |
| 5 de janeiro                | Aircel Chennai Open Chenai, Índia ATP World Tour 250 US$ 458.400 – duro – 28S•31Q•16D            | Lu Yen-hsun Jonathan Marray                    | Raven Klaasen Leander Paes                    | 6–3, 7–64            |
| 5 de janeiro                | Qatar ExxonMobil Open Doha, Catar ATP World Tour 250 US$ 1.221.320 – duro – 32S•32Q•16D          | David Ferrer                                   | Tomáš Berdych                                 | 6–4, 7–5             |
| 5 de janeiro                | Qatar ExxonMobil Open Doha, Catar ATP World Tour 250 US$ 1.221.320 – duro – 32S•32Q•16D          | Juan Mónaco Rafael Nadal                       | Julian Knowle Philipp Oswald                  | 6–3, 6–4             |
| 5 de janeiro                | Hopman Cup Perth, Austrália Competição de curta duração entre países – mista duro (coberto) – 8E | Polónia · Agnieszka Radwańska · Jerzy Janowicz | Estados Unidos · Serena Williams · John Isner | 2–1                  |
| 12 de janeiro               | Heineken Open Auckland, Nova Zelândia ATP World Tour 250 US$ 519.395 – duro – 28S•25Q•16D        | Jiří Veselý                                    | Adrian Mannarino                              | 6–3, 6–2             |
| 12 de janeiro               | Heineken Open Auckland, Nova Zelândia ATP World Tour 250 US$ 519.395 – duro – 28S•25Q•16D        | Raven Klaasen Leander Paes                     | Dominic Inglot Florin Mergea                  | 7–61, 6–4            |
| 12 de janeiro               | Apia International Sydney Sydney, Austrália ATP World Tour 250 US$ 494.310 – duro – 28S•32Q•16D  | Viktor Troicki                                 | Mikhail Kukushkin                             | 6–2, 6–3             |
| 12 de janeiro               | Apia International Sydney Sydney, Austrália ATP World Tour 250 US$ 494.310 – duro – 28S•32Q•16D  | Rohan Bopanna · Daniel Nestor                  | Jean-Julien Rojer Horia Tecău                 | 6–4, 7–65            |
| 19 de janeiro 26 de janeiro | Australian Open Melbourne, Austrália Grand Slam A$ – duro – 128S•128Q•64D•32DM                   | Novak Djokovic                                 | Andy Murray                                   | 7–65, 46–7, 6–3, 6–0 |
| 19 de janeiro 26 de janeiro | Australian Open Melbourne, Austrália Grand Slam A$ – duro – 128S•128Q•64D•32DM                   | Simone Bolelli Fabio Fognini                   | Pierre-Hugues Herbert Nicolas Mahut           | 6–4, 6–4             |
| 19 de janeiro 26 de janeiro | Australian Open Melbourne, Austrália Grand Slam A$ – duro – 128S•128Q•64D•32DM                   | Martina Hingis Leander Paes                    | Kristina Mladenovic Daniel Nestor             | 6–4, 6–3             |

#### Fevereiro
| Semana de       | Torneio | Campeão(s)                                                                                | Vice-campeão(s)                                                                           | Resultado         |
| --------------- | --- | ----------------------------------------------------------------------------------------- | ----------------------------------------------------------------------------------------- | ----------------- |
| 2 de fevereiro  | Open Sud de France Montpellier, França ATP World Tour 250 € 494.310 – duro (coberto) – 28S•32Q•16D | Richard Gasquet                                                                           | Jerzy Janowicz                                                                            | 3–0, ab.          |
| 2 de fevereiro  | Open Sud de France Montpellier, França ATP World Tour 250 € 494.310 – duro (coberto) – 28S•32Q•16D | Marcus Daniell Artem Sitak                                                                | Dominic Inglot Florin Mergea                                                              | 3–6, 6–4, [16–14] |
| 2 de fevereiro  | Ecuador Open Quito Quito, Ecuador ATP World Tour 250 US$ 494.310 – saibro – 28S•32Q•16D | Víctor Estrella Burgos                                                                    | Feliciano López                                                                           | 6–2, 56–7, 7–65   |
| 2 de fevereiro  | Ecuador Open Quito Quito, Ecuador ATP World Tour 250 US$ 494.310 – saibro – 28S•32Q•16D | Gero Kretschmer · Alexander Satschko                                                      | Víctor Estrella Burgos João Souza                                                         | 7–5, 7–63         |
| 2 de fevereiro  | PBZ Zagreb Indoors Zagreb, Croácia ATP World Tour 250 € 494.310 – duro (coberto) – 28S•32Q•16D | Guillermo García-López                                                                    | Andreas Seppi                                                                             | 7–64, 6–3         |
| 2 de fevereiro  | PBZ Zagreb Indoors Zagreb, Croácia ATP World Tour 250 € 494.310 – duro (coberto) – 28S•32Q•16D | Marin Draganja Henri Kontinen                                                             | Fabrice Martin Purav Raja                                                                 | 6–4, 6–4          |
| 9 de fevereiro  | ABN AMRO World Tennis Tournament Roterdã, Países Baixos ATP World Tour 500 € 1.600.855 – duro (coberto) – 32S•16Q•16D•4QD | Stan Wawrinka                                                                             | Tomáš Berdych                                                                             | 4–6, 6–3, 6–4     |
| 9 de fevereiro  | ABN AMRO World Tennis Tournament Roterdã, Países Baixos ATP World Tour 500 € 1.600.855 – duro (coberto) – 32S•16Q•16D•4QD | Jean-Julien Rojer Horia Tecău                                                             | Jamie Murray John Peers                                                                   | 3–6, 6–3, [10–8]  |
| 9 de fevereiro  | Memphis Open Memphis, Estados Unidos ATP World Tour 250 US$ 659.070 – duro (coberto) – 28S•32Q•16D | Kei Nishikori                                                                             | Kevin Anderson                                                                            | 6–4, 6–4          |
| 9 de fevereiro  | Memphis Open Memphis, Estados Unidos ATP World Tour 250 US$ 659.070 – duro (coberto) – 28S•32Q•16D | Mariusz Fyrstenberg Santiago González                                                     | Artem Sitak Donald Young                                                                  | 5–7, 7–61, [10–8] |
| 9 de fevereiro  | Brasil Open São Paulo, Brasil ATP World Tour 250 US$ 505.655 – saibro (coberto) – 28S•32Q•16D | Pablo Cuevas                                                                              | Luca Vanni                                                                                | 6–4, 3–6, 7–64    |
| 9 de fevereiro  | Brasil Open São Paulo, Brasil ATP World Tour 250 US$ 505.655 – saibro (coberto) – 28S•32Q•16D | Juan Sebastián Cabal Robert Farah                                                         | Paolo Lorenzi Diego Schwartzman                                                           | 6–4, 6–2          |
| 16 de fevereiro | Rio Open Rio de Janeiro, Brasil ATP World Tour 500 US$ 1.548.755 – saibro – 32S•16Q•16D | David Ferrer                                                                              | Fabio Fognini                                                                             | 6–2, 6–3          |
| 16 de fevereiro | Rio Open Rio de Janeiro, Brasil ATP World Tour 500 US$ 1.548.755 – saibro – 32S•16Q•16D | Martin Kližan Philipp Oswald                                                              | Pablo Andújar Oliver Marach                                                               | 7–63, 6–4         |
| 16 de fevereiro | Delray Beach Open Delray Beach, Estados Unidos ATP World Tour 250 US$ 549.230 – duro – 32S•32Q•16D | Ivo Karlović                                                                              | Donald Young                                                                              | 6–3, 6–3          |
| 16 de fevereiro | Delray Beach Open Delray Beach, Estados Unidos ATP World Tour 250 US$ 549.230 – duro – 32S•32Q•16D | Bob Bryan · Mike Bryan                                                                    | Raven Klaasen Leander Paes                                                                | 6–3, 3–6, [10–6]  |
| 16 de fevereiro | Open 13 Marselha, França ATP World Tour 250 € 632.840 – duro (coberto) – 28S•32Q•16D | Gilles Simon                                                                              | Gaël Monfils                                                                              | 6–4, 1–6, 7–64    |
| 16 de fevereiro | Open 13 Marselha, França ATP World Tour 250 € 632.840 – duro (coberto) – 28S•32Q•16D | Marin Draganja Henri Kontinen                                                             | Colin Fleming Jonathan Marray                                                             | 6–4, 3–6, [10–8]  |
| 23 de fevereiro | Abierto Mexicano Telcel Acapulco, México ATP World Tour 500 US$ 1.548.755 – duro – 32S•16Q•16D•4QD | David Ferrer                                                                              | Kei Nishikori                                                                             | 6–3, 7–5          |
| 23 de fevereiro | Abierto Mexicano Telcel Acapulco, México ATP World Tour 500 US$ 1.548.755 – duro – 32S•16Q•16D•4QD | Ivan Dodig Marcelo Melo                                                                   | Mariusz Fyrstenberg Santiago González                                                     | 7–62, 5–7, [10–3] |
| 23 de fevereiro | Dubai Duty Free Tennis Championships Dubai, Emirados Árabes Unidos ATP World Tour 500 US$ 2.503.810 – duro – 32S•16Q•16D•4QD | Roger Federer                                                                             | Novak Djokovic                                                                            | 6–3, 7–5          |
| 23 de fevereiro | Dubai Duty Free Tennis Championships Dubai, Emirados Árabes Unidos ATP World Tour 500 US$ 2.503.810 – duro – 32S•16Q•16D•4QD | Rohan Bopanna Daniel Nestor                                                               | Aisam-ul-Haq Qureshi Nenad Zimonjić                                                       | 6–4, 6–1          |
| 23 de fevereiro | Argentina Open Buenos Aires, Buenos Aires ATP World Tour 250 US$ 573.750 – saibro – 28S•32Q•16D | Rafael Nadal                                                                              | Juan Mónaco                                                                               | 6–4, 6–1          |
| 23 de fevereiro | Argentina Open Buenos Aires, Buenos Aires ATP World Tour 250 US$ 573.750 – saibro – 28S•32Q•16D | Jarkko Nieminen André Sá                                                                  | Pablo Andújar Oliver Marach                                                               | 4–6, 6–4, [10–7]  |
| 2 de março      | Copa Davis: primeira fase Frankfurt, Alemanha – duro (coberto) Glasgow, Reino Unido – duro (coberto) Ostrava, República Tcheca – duro (coberto) Astana, Cazaquistão – duro (coberto) Buenos Aires, Argentina – saibro Kraljevo, Sérvia – duro (coberto) Vancouver, Canadá – duro (coberto) Liège, Bélgica – duro (coberto) Competição de longa duração entre países – 16E | · França · Grã-Bretanha · Austrália · Cazaquistão · Argentina · Sérvia · Canadá · Bélgica | · Alemanha · Estados Unidos · República Checa · Itália · Brasil · Croácia · Japão · Suíça | 3–2 5–0 3–2 3–2   |

#### Março
| Semana de               | Torneio | Campeão(s)               | Vice-campeão(s)              | Resultado         |
| ----------------------- | --- | ------------------------ | ---------------------------- | ----------------- |
| 9 de março 16 de março  | BNP Paribas Open Indian Wells, Estados Unidos ATP World Tour Masters 1000 US$ 5.381.235 – duro – 96S•48Q•32D | Novak Djokovic           | Roger Federer                | 6–3, 56–7, 6–2    |
| 9 de março 16 de março  | BNP Paribas Open Indian Wells, Estados Unidos ATP World Tour Masters 1000 US$ 5.381.235 – duro – 96S•48Q•32D | Vasek Pospisil Jack Sock | Simone Bolelli Fabio Fognini | 6–4, 36–7, [10–7] |
| 23 de março 30 de março | Miami Open Miami, Estados Unidos ATP World Tour Masters 1000 US$ 5.381.235 – duro – 96S•48Q•32D              | Novak Djokovic           | Andy Murray                  | 7–63, 4–6, 6–0    |
| 23 de março 30 de março | Miami Open Miami, Estados Unidos ATP World Tour Masters 1000 US$ 5.381.235 – duro – 96S•48Q•32D              | Bob Bryan · Mike Bryan   | Vasek Pospisil Jack Sock     | 6–3, 1–6, [10–8]  |

#### Abril
| Semana de   | Torneio | Campeão(s)                              | Vice-campeão(s)                | Resultado         |
| ----------- | --- | --------------------------------------- | ------------------------------ | ----------------- |
| 6 de abril  | Grand Prix Hassan II Casablanca, Marrocos ATP World Tour 250 € 494.310 – saibro – 28S•32Q•16D                                        | Martin Kližan                           | Daniel Gimeno-Traver           | 6–2, 6–2          |
| 6 de abril  | Grand Prix Hassan II Casablanca, Marrocos ATP World Tour 250 € 494.310 – saibro – 28S•32Q•16D                                        | Rameez Junaid · Adil Shamasdin          | Rohan Bopanna Florin Mergea    | 3–6, 6–2, [10–7]  |
| 6 de abril  | Fayez Sarofim & Co. U.S. Men's Clay Court Championship Houston, Estados Unidos ATP World Tour 250 US$ 549.230 – saibro – 28S•32Q•16D | Jack Sock                               | Sam Querrey                    | 7–69, 7–62        |
| 6 de abril  | Fayez Sarofim & Co. U.S. Men's Clay Court Championship Houston, Estados Unidos ATP World Tour 250 US$ 549.230 – saibro – 28S•32Q•16D | Ričardas Berankis · Teymuraz Gabashvili | Treat Huey Scott Lipsky        | 6–4, 6–4          |
| 13 de abril | Monte-Carlo Rolex Masters Roquebrune-Cap-Martin, França ATP World Tour Masters 1000 € 3.830.295 – saibro – 56S•28Q•24D               | Novak Djokovic                          | Tomáš Berdych                  | 7–5, 4–6, 6–3     |
| 13 de abril | Monte-Carlo Rolex Masters Roquebrune-Cap-Martin, França ATP World Tour Masters 1000 € 3.830.295 – saibro – 56S•28Q•24D               | Bob Bryan · Mike Bryan                  | Simone Bolelli Fabio Fognini   | 7–63, 6–1         |
| 20 de abril | Barcelona Open Banc Sabadell Barcelona, Espanha ATP World Tour 500 € 2.265.235 – saibro – 48S•24Q•16D•4QD                            | Kei Nishikori                           | Pablo Andújar                  | 6–4, 6–4          |
| 20 de abril | Barcelona Open Banc Sabadell Barcelona, Espanha ATP World Tour 500 € 2.265.235 – saibro – 48S•24Q•16D•4QD                            | Marin Draganja Henri Kontinen           | Jamie Murray John Peers        | 6–3, 66–7, [11–9] |
| 20 de abril | BRD Năstase Țiriac Trophy Bucareste, Romênia ATP World Tour 250 € 494.310 – saibro – 28S•32Q•16D                                     | Guillermo García-López                  | Jiří Veselý                    | 7–65, 7–611       |
| 20 de abril | BRD Năstase Țiriac Trophy Bucareste, Romênia ATP World Tour 250 € 494.310 – saibro – 28S•32Q•16D                                     | Marius Copil · Adrian Ungur             | Nicholas Monroe Artem Sitak    | 3–6, 7–5, [17–15] |
| 27 de abril | Millennium Estoril Open Estoril, Portugal ATP World Tour 250 € 494.310 – saibro – 28S•26Q•16D                                        | Richard Gasquet                         | Nick Kyrgios                   | 6–3, 6–2          |
| 27 de abril | Millennium Estoril Open Estoril, Portugal ATP World Tour 250 € 494.310 – saibro – 28S•26Q•16D                                        | Treat Huey Scott Lipsky                 | Marc López David Marrero       | 6–1, 6–4          |
| 27 de abril | TEB BNP Paribas Istanbul Open Istambul, Turquia ATP World Tour 250 € 494.310 – saibro – 28S•32Q•16D                                  | Roger Federer                           | Pablo Cuevas                   | 6–3, 7–611        |
| 27 de abril | TEB BNP Paribas Istanbul Open Istambul, Turquia ATP World Tour 250 € 494.310 – saibro – 28S•32Q•16D                                  | Radu Albot · Dušan Lajović              | Robert Lindstedt Jürgen Melzer | 6–4, 7–62         |
| 27 de abril | BMW Open Munique, Alemanha ATP World Tour 250 € 494.310 – saibro – 28S•32Q•16D                                                       | Andy Murray                             | Philipp Kohlschreiber          | 7–64, 5–7, 7–64   |
| 27 de abril | BMW Open Munique, Alemanha ATP World Tour 250 € 494.310 – saibro – 28S•32Q•16D                                                       | Alexander Peya Bruno Soares             | Alexander Zverev Mischa Zverev | 4–6, 6–1, [10–5]  |

#### Maio
| Semana de              | Torneio                                                                                                 | Campeã(s)(o/ões)                  | Vice-campeã(s)(o/ões)           | Resultado          |
| ---------------------- | --- | --------------------------------- | ------------------------------- | ------------------ |
| 4 de maio              | Mutua Madrid Open Madri, Espanha ATP World Tour Masters 1000 € 4.185.405 – saibro – 56S•28Q•24D         | Andy Murray                       | Rafael Nadal                    | 6–3, 6–2           |
| 4 de maio              | Mutua Madrid Open Madri, Espanha ATP World Tour Masters 1000 € 4.185.405 – saibro – 56S•28Q•24D         | Rohan Bopanna · Florin Mergea     | Marcin Matkowski Nenad Zimonjić | 6–2, 56–7, [11–9]  |
| 11 de maio             | Internazionali BNL d'Italia Roma, Itália ATP World Tour Masters 1000 € 3.830.295 – saibro – 56S•28Q•24D | Novak Djokovic                    | Roger Federer                   | 6–4, 6–3           |
| 11 de maio             | Internazionali BNL d'Italia Roma, Itália ATP World Tour Masters 1000 € 3.830.295 – saibro – 56S•28Q•24D | Pablo Cuevas David Marrero        | Marcel Granollers Marc López    | 6–4, 7–5           |
| 18 de maio             | Geneva Open Genebra, Suíça ATP World Tour 250 € 494.310 – saibro – 28S•31Q•16D                          | Thomaz Bellucci                   | João Sousa                      | 7–64, 6–4          |
| 18 de maio             | Geneva Open Genebra, Suíça ATP World Tour 250 € 494.310 – saibro – 28S•31Q•16D                          | Juan Sebastián Cabal Robert Farah | Raven Klaasen Lu Yen-hsun       | 7–5, 4–6, [10–7]   |
| 18 de maio             | Open de Nice Cote d'Azur Nice, França ATP World Tour 250 € 494.310 – saibro – 28S•24Q•16D               | Dominic Thiem                     | Leonardo Mayer                  | 86–7, 7–5, 7–62    |
| 18 de maio             | Open de Nice Cote d'Azur Nice, França ATP World Tour 250 € 494.310 – saibro – 28S•24Q•16D               | Mate Pavić · Michael Venus        | Jean-Julien Rojer Horia Tecău   | 7–64, 2–6, [10–8]  |
| 25 de maio 1º de junho | Torneio de Roland Garros Paris, França Grand Slam € – saibro – 128S•128Q•64D•32DM                       | Stan Wawrinka                     | Novak Djokovic                  | 4–6, 6–4, 6–3, 6–4 |
| 25 de maio 1º de junho | Torneio de Roland Garros Paris, França Grand Slam € – saibro – 128S•128Q•64D•32DM                       | Ivan Dodig Marcelo Melo           | Bob Bryan Mike Bryan            | 56–7, 7–65, 7–5    |
| 25 de maio 1º de junho | Torneio de Roland Garros Paris, França Grand Slam € – saibro – 128S•128Q•64D•32DM                       | Bethanie Mattek-Sands Mike Bryan  | Lucie Hradecká Marcin Matkowski | 7–63, 6–1          |

#### Junho
| Semana de              | Torneio                                                                                             | Campeã(s)(o/ões)                    | Vice-campeã(s)(o/ões)               | Resultado             |
| ---------------------- | --------------------------------------------------------------------------------------------------- | ----------------------------------- | ----------------------------------- | --------------------- |
| 8 de junho             | Topshelf Open 's-Hertogenbosch, Países Baixos ATP World Tour 250 € 604.155 – grama – 28S•32Q•16D    | Nicolas Mahut                       | David Goffin                        | 7–61, 6–1             |
| 8 de junho             | Topshelf Open 's-Hertogenbosch, Países Baixos ATP World Tour 250 € 604.155 – grama – 28S•32Q•16D    | Ivo Karlović Łukasz Kubot           | Pierre-Hugues Herbert Nicolas Mahut | 6–2, 7–69             |
| 8 de junho             | MercedesCup Stuttgart, Alemanha ATP World Tour 250 € 642.070 – grama – 28S•32Q•16D                  | Rafael Nadal                        | Viktor Troicki                      | 7–63, 6–3             |
| 8 de junho             | MercedesCup Stuttgart, Alemanha ATP World Tour 250 € 642.070 – grama – 28S•32Q•16D                  | Rohan Bopanna Florin Mergea         | Alexander Peya Bruno Soares         | 5–7, 6–2, [10–7]      |
| 15 de junho            | Gerry Weber Open Halle, Alemanha ATP World Tour 500 € 1.696.645 – grama – 32S•16Q•16D•4QD           | Roger Federer                       | Andreas Seppi                       | 7–61, 6–4             |
| 15 de junho            | Gerry Weber Open Halle, Alemanha ATP World Tour 500 € 1.696.645 – grama – 32S•16Q•16D•4QD           | Raven Klaasen Rajeev Ram            | Rohan Bopanna Florin Mergea         | 7–65, 6–2             |
| 15 de junho            | Aegon Championships Londres, Reino Unido ATP World Tour 500 € 1.696.645 – grama – 32S•16Q•16D•4QD   | Andy Murray                         | Kevin Anderson                      | 6–3, 6–4              |
| 15 de junho            | Aegon Championships Londres, Reino Unido ATP World Tour 500 € 1.696.645 – grama – 32S•16Q•16D•4QD   | Pierre-Hugues Herbert Nicolas Mahut | Marcin Matkowski Nenad Zimonjić     | 6–2, 6–2              |
| 22 de junho            | Aegon Open Nottingham Nottingham, Reino Unido ATP World Tour 250 € 644.065 – grama – 48S•32Q•16D    | Denis Istomin                       | Sam Querrey                         | 7–61, 7–66            |
| 22 de junho            | Aegon Open Nottingham Nottingham, Reino Unido ATP World Tour 250 € 644.065 – grama – 48S•32Q•16D    | Chris Guccione André Sá             | Pablo Cuevas David Marrero          | 6–2, 7–5              |
| 29 de junho 6 de julho | Torneio de Wimbledon Londres, Reino Unido Grand Slam £ 12.752.000 – grama – 128S•128Q•64D•16QD•48DM | Novak Djokovic                      | Roger Federer                       | 7–61, 106–7, 6–4, 6–3 |
| 29 de junho 6 de julho | Torneio de Wimbledon Londres, Reino Unido Grand Slam £ 12.752.000 – grama – 128S•128Q•64D•16QD•48DM | Jean-Julien Rojer Horia Tecău       | Jamie Murray John Peers             | 7–65, 6–4, 6–4        |
| 29 de junho 6 de julho | Torneio de Wimbledon Londres, Reino Unido Grand Slam £ 12.752.000 – grama – 128S•128Q•64D•16QD•48DM | Martina Hingis Leander Paes         | Tímea Babos Alexander Peya          | 6–1, 6–1              |

#### Julho
| Semana de   | Torneio | Campeão(s)                                       | Vice-campeão(s)                          | Resultado         |
| ----------- | --- | ------------------------------------------------ | ---------------------------------------- | ----------------- |
| 13 de julho | Hall of Fame Tennis Championships Newport, Estados Unidos ATP World Tour 250 US$ 549.230 – grama – 32S•32Q•16D                                                                                              | Rajeev Ram                                       | Ivo Karlović                             | 7–65, 5–7, 7–62   |
| 13 de julho | Hall of Fame Tennis Championships Newport, Estados Unidos ATP World Tour 250 US$ 549.230 – grama – 32S•32Q•16D                                                                                              | Jonathan Marray Aisam-ul-Haq Qureshi             | Nicholas Monroe Mate Pavić               | 4–6, 6–3, [10–8]  |
| 13 de julho | Copa Davis: quartas de final Londres, Reino Unido – grama Darwin, Austrália – grama Buenos Aires, Argentina – saibro (coberto) Middelkerke, Bélgica – saibro Competição de longa duração entre países – 16E | · Grã-Bretanha · Austrália · Argentina · Bélgica | · França · Cazaquistão · Sérvia · Canadá | 3–1 3–2 4–1 5–0   |
| 20 de julho | Skistar Swedish Open Båstad, Suécia ATP World Tour 250 € 494.310 – saibro – 28S•32Q•16D | Benoît Paire                                     | Tommy Robredo                            | 7–67, 6–3         |
| 20 de julho | Skistar Swedish Open Båstad, Suécia ATP World Tour 250 € 494.310 – saibro – 28S•32Q•16D | Jérémy Chardy Łukasz Kubot                       | Juan Sebastián Cabal Robert Farah        | 76–7, 6–3, [10–8] |
| 20 de julho | Claro Open Colombia Bogotá, Colômbia ATP World Tour 250 US$ 798.915 – duro – 28S•29Q•16D | Bernard Tomic                                    | Adrian Mannarino                         | 6–1, 3–6, 6–2     |
| 20 de julho | Claro Open Colombia Bogotá, Colômbia ATP World Tour 250 US$ 798.915 – duro – 28S•29Q•16D | Édouard Roger-Vasselin Radek Štěpánek            | Mate Pavić Michael Venus                 | 7–5, 6–3          |
| 20 de julho | Konzum Croatia Open Umag Umago, Croácia ATP World Tour 250 € 494.310 – saibro – 28S•28Q•16D | Dominic Thiem                                    | João Sousa                               | 6–4, 6–1          |
| 20 de julho | Konzum Croatia Open Umag Umago, Croácia ATP World Tour 250 € 494.310 – saibro – 28S•28Q•16D | Máximo González André Sá                         | Mariusz Fyrstenberg Santiago González    | 4–6, 6–3, [10–5]  |
| 27 de julho | bet-at-home Open Hamburgo, Alemanha ATP World Tour 500 € 1.407.960 – saibro – 32S•16Q•16D•4QD | Rafael Nadal                                     | Fabio Fognini                            | 7–5, 7–5          |
| 27 de julho | bet-at-home Open Hamburgo, Alemanha ATP World Tour 500 € 1.407.960 – saibro – 32S•16Q•16D•4QD | Jamie Murray John Peers                          | Juan Sebastián Cabal Robert Farah        | 2–6, 6–3, [10–8]  |
| 27 de julho | BB&T Atlanta Open Atlanta, Estados Unidos ATP World Tour 250 US$ 659.070 – duro – 28S•25Q•16D | John Isner                                       | Marcos Baghdatis                         | 6–3, 6–3          |
| 27 de julho | BB&T Atlanta Open Atlanta, Estados Unidos ATP World Tour 250 US$ 659.070 – duro – 28S•25Q•16D | Bob Bryan Mike Bryan                             | Colin Fleming Gilles Müller              | 4–6, 7–62, [10–4] |
| 27 de julho | Swiss Open Gstaad Gstaad, Suíça ATP World Tour 250 € 494.310 – saibro – 28S•32Q•16D | Dominic Thiem                                    | David Goffin                             | 7–5, 6–2          |
| 27 de julho | Swiss Open Gstaad Gstaad, Suíça ATP World Tour 250 € 494.310 – saibro – 28S•32Q•16D | Aliaksandr Bury · Denis Istomin                  | Oliver Marach Aisam-ul-Haq Qureshi       | 3–6, 6–2, [10–5]  |

#### Agosto
| Semana de                  | Torneio | Campeã(s)(o/ões)                     | Vice-campeã(s)(o/ões)                | Resultado          |
| -------------------------- | --- | ------------------------------------ | ------------------------------------ | ------------------ |
| 3 de agosto                | Citi Open Washington, Estados Unidos ATP World Tour 500 US$ 1.753.020 – duro – 48S•24Q•16D•4QD                    | Kei Nishikori                        | John Isner                           | 4–6, 6–4, 6–4      |
| 3 de agosto                | Citi Open Washington, Estados Unidos ATP World Tour 500 US$ 1.753.020 – duro – 48S•24Q•16D•4QD                    | Bob Bryan Mike Bryan                 | Ivan Dodig Marcelo Melo              | 6–4, 6–2           |
| 3 de agosto                | Generali Open Kitzbühel, Áustria ATP World Tour 250 € 494.310 – saibro – 28S•31Q•16D                              | Philipp Kohlschreiber                | Paul-Henri Mathieu                   | 2–6, 6–2, 6–2      |
| 3 de agosto                | Generali Open Kitzbühel, Áustria ATP World Tour 250 € 494.310 – saibro – 28S•31Q•16D                              | Nicolás Almagro · Carlos Berlocq     | Robin Haase Henri Kontinen           | 5–7, 6–3, [11–9]   |
| 10 de agosto               | Coupe Rogers Montreal, Canadá ATP World Tour Masters 1000 US$ 4.178.500 – duro – 56S•28Q•24D                      | Andy Murray                          | Novak Djokovic                       | 6–4, 4–6, 6–3      |
| 10 de agosto               | Coupe Rogers Montreal, Canadá ATP World Tour Masters 1000 US$ 4.178.500 – duro – 56S•28Q•24D                      | Bob Bryan Mike Bryan                 | Daniel Nestor Édouard Roger-Vasselin | 7–65, 3–6, [10–6]  |
| 17 de agosto               | Western & Southern Open Cincinnati, Estados Unidos ATP World Tour Masters 1000 US$ 4.457.065 – duro – 56S•28Q•24D | Roger Federer                        | Novak Djokovic                       | 7–61, 6–3          |
| 17 de agosto               | Western & Southern Open Cincinnati, Estados Unidos ATP World Tour Masters 1000 US$ 4.457.065 – duro – 56S•28Q•24D | Daniel Nestor Édouard Roger-Vasselin | Marcin Matkowski Nenad Zimonjić      | 6–2, 6–2           |
| 24 de agosto               | Winston-Salem Open Winston-Salem, Estados Unidos ATP World Tour 250 US$ 695.515 – duro – 48S•32Q•16D              | Kevin Anderson                       | Pierre-Hugues Herbert                | 6–4, 7–5           |
| 24 de agosto               | Winston-Salem Open Winston-Salem, Estados Unidos ATP World Tour 250 US$ 695.515 – duro – 48S•32Q•16D              | Dominic Inglot Robert Lindstedt      | Eric Butorac Scott Lipsky            | 6–2, 6–4           |
| 31 de agosto 7 de setembro | US Open Nova York, Estados Unidos Grand Slam US$ – duro – 128S•128Q•64D•32DM                                      | Novak Djokovic                       | Roger Federer                        | 6–4, 5–7, 6–4, 6–4 |
| 31 de agosto 7 de setembro | US Open Nova York, Estados Unidos Grand Slam US$ – duro – 128S•128Q•64D•32DM                                      | Pierre-Hugues Herbert Nicolas Mahut  | Jamie Murray John Peers              | 6–4, 6–4           |
| 31 de agosto 7 de setembro | US Open Nova York, Estados Unidos Grand Slam US$ – duro – 128S•128Q•64D•32DM                                      | Martina Hingis Leander Paes          | Bethanie Mattek-Sands Sam Querrey    | 6–4, 3–6, [10–7]   |

#### Setembro
| Semana de      | Torneio | Campeão(s)                          | Vice-campeão(s)                     | Resultado         |
| -------------- | --- | ----------------------------------- | ----------------------------------- | ----------------- |
| 14 de setembro | Copa Davis: semifinais Glasgow, Reino Unido – duro (coberto) Bruxelas, Bélgica – duro (coberto) Competição de longa duração entre países – 16E | · Grã-Bretanha · Bélgica            | · Austrália · Argentina             | 3–2 3–2           |
| 21 de setembro | Moselle Open Metz, França ATP World Tour 250 € 494.310 – duro (coberto) – 28S•22Q•16D                                                          | Jo-Wilfried Tsonga                  | Gilles Simon                        | 7–65, 1–6, 6–2    |
| 21 de setembro | Moselle Open Metz, França ATP World Tour 250 € 494.310 – duro (coberto) – 28S•22Q•16D                                                          | Łukasz Kubot Édouard Roger-Vasselin | Pierre-Hugues Herbert Nicolas Mahut | 2–6, 6–3, [10–7]  |
| 21 de setembro | St. Petersburg Open São Petersburgo, Rússia ATP World Tour 250 US$ 1.091.000 – duro (coberto) – 28S•32Q•16D                                    | Milos Raonic                        | João Sousa                          | 6–3, 3–6, 6–3     |
| 21 de setembro | St. Petersburg Open São Petersburgo, Rússia ATP World Tour 250 US$ 1.091.000 – duro (coberto) – 28S•32Q•16D                                    | Treat Huey Henri Kontinen           | Julian Knowle Alexander Peya        | 7–5, 6–3          |
| 28 de setembro | Malaysian Open Kuala Lumpur, Malásia ATP World Tour 250 US$ 1.041.540 – duro (coberto) – 28S•32Q•16D                                           | David Ferrer                        | Feliciano López                     | 7–5, 7–5          |
| 28 de setembro | Malaysian Open Kuala Lumpur, Malásia ATP World Tour 250 US$ 1.041.540 – duro (coberto) – 28S•32Q•16D                                           | Treat Huey Henri Kontinen           | Raven Klaasen Rajeev Ram            | 7–64, 6–2         |
| 28 de setembro | Shenzhen Open Shenzhen, China ATP World Tour 250 US$ 668.945 – duro – 28S•21Q•16D                                                              | Tomáš Berdych                       | Guillermo García-López              | 6–3, 7–67         |
| 28 de setembro | Shenzhen Open Shenzhen, China ATP World Tour 250 US$ 668.945 – duro – 28S•21Q•16D                                                              | Jonathan Erlich Colin Fleming       | Chris Guccione André Sá             | 6–1, 36–7, [10–6] |

#### Outubro
| Semana de     | Torneio | Campeão(s)                      | Vice-campeão(s)                      | Resultado         |
| ------------- | --- | ------------------------------- | ------------------------------------ | ----------------- |
| 5 de outubro  | China Open Pequim, China ATP World Tour 500 US$ 3.944.715 – duro – 32S•16Q•16D•4QD                              | Novak Djokovic                  | Rafael Nadal                         | 6–2, 6–2          |
| 5 de outubro  | China Open Pequim, China ATP World Tour 500 US$ 3.944.715 – duro – 32S•16Q•16D•4QD                              | Vasek Pospisil Jack Sock        | Daniel Nestor Édouard Roger-Vasselin | 3–6, 6–3, [10–6]  |
| 5 de outubro  | Rakuten Japan Open Tennis Championships Tóquio, Japão ATP World Tour 500 US$ 1.397.250 – duro – 32S•16Q•16D•4QD | Stan Wawrinka                   | Benoît Paire                         | 6–2, 6–4          |
| 5 de outubro  | Rakuten Japan Open Tennis Championships Tóquio, Japão ATP World Tour 500 US$ 1.397.250 – duro – 32S•16Q•16D•4QD | Raven Klaasen Marcelo Melo      | Juan Sebastián Cabal Robert Farah    | 7–65, 3–6, [10–7] |
| 12 de outubro | Shanghai Rolex Masters Xangai, China ATP World Tour Masters 1000 US$ 7.021.335 – duro – 56S•28Q•24D             | Novak Djokovic                  | Jo-Wilfried Tsonga                   | 6–2, 6–4          |
| 12 de outubro | Shanghai Rolex Masters Xangai, China ATP World Tour Masters 1000 US$ 7.021.335 – duro – 56S•28Q•24D             | Raven Klaasen Marcelo Melo      | Simone Bolelli Fabio Fognini         | 6–3, 6–3          |
| 19 de outubro | Erste Bank Open 500 Viena, Áustria ATP World Tour 500 € 2.324.045 – duro (coberto) – 32S•14Q•16D•4QD            | David Ferrer                    | Steve Johnson                        | 4–6, 6–4, 7–5     |
| 19 de outubro | Erste Bank Open 500 Viena, Áustria ATP World Tour 500 € 2.324.045 – duro (coberto) – 32S•14Q•16D•4QD            | Łukasz Kubot Marcelo Melo       | Jamie Murray John Peers              | 4–6, 7–63, [10–6] |
| 19 de outubro | If Stockholm Open Estocolmo, Suécia ATP World Tour 250 € 604.155 – duro (coberto) – 28S•32Q•16D                 | Tomáš Berdych                   | Jack Sock                            | 7–61, 6–2         |
| 19 de outubro | If Stockholm Open Estocolmo, Suécia ATP World Tour 250 € 604.155 – duro (coberto) – 28S•32Q•16D                 | Nicholas Monroe Jack Sock       | Mate Pavić Michael Venus             | 7–5, 6–2          |
| 19 de outubro | Kremlin Cup Moscou, Rússia ATP World Tour 250 US$ 771.525 – duro (coberto) – 28S•32Q•16D                        | Marin Čilić                     | Roberto Bautista Agut                | 6–4, 6–4          |
| 19 de outubro | Kremlin Cup Moscou, Rússia ATP World Tour 250 US$ 771.525 – duro (coberto) – 28S•32Q•16D                        | Andrey Rublev · Dmitry Tursunov | Radu Albot František Čermák          | 2–6, 6–1, [10–6]  |
| 26 de outubro | Swiss Indoors Basileia, Suíça ATP World Tour 500 € 2.022.300 – duro (coberto) – 32S•16Q•16D•4QD                 | Roger Federer                   | Rafael Nadal                         | 6–3, 5–7, 6–3     |
| 26 de outubro | Swiss Indoors Basileia, Suíça ATP World Tour 500 € 2.022.300 – duro (coberto) – 32S•16Q•16D•4QD                 | Alexander Peya Bruno Soares     | Jamie Murray John Peers              | 7–5, 7–5          |
| 26 de outubro | Valencia Open Valência, Espanha ATP World Tour 250 US$ 604.155 – duro (coberto) – 28S•32Q•16D                   | João Sousa                      | Roberto Bautista Agut                | 3–6, 6–3, 6–4     |
| 26 de outubro | Valencia Open Valência, Espanha ATP World Tour 250 US$ 604.155 – duro (coberto) – 28S•32Q•16D                   | Eric Butorac Scott Lipsky       | Feliciano López Max Mirnyi           | 7–64, 6–3         |

#### Novembro
| Semana de      | Torneio | Campeão(s)                                                           | Vice-campeão(s)                                                            | Resultado                |
| -------------- | --- | -------------------------------------------------------------------- | -------------------------------------------------------------------------- | ------------------------ |
| 2 de novembro  | BNP Paribas Masters Paris, França ATP World Tour Masters 1000 € 3.830.295 – duro (coberto) – 48S•24Q•24D               | Novak Djokovic                                                       | Andy Murray                                                                | 6–2, 6–4                 |
| 2 de novembro  | BNP Paribas Masters Paris, França ATP World Tour Masters 1000 € 3.830.295 – duro (coberto) – 48S•24Q•24D               | Ivan Dodig Marcelo Melo                                              | Vasek Pospisil Jack Sock                                                   | 2–6, 6–3, [10–5]         |
| 9 de novembro  | sem torneios programados                                                                                               | sem torneios programados                                             | sem torneios programados                                                   | sem torneios programados |
| 16 de novembro | Barclays ATP World Tour Finals Londres, Reino Unido Torneio de fim de temporada US$ 7.000.000 – duro (coberto) – 8S•8D | Novak Djokovic                                                       | Roger Federer                                                              | 6–3, 6–4                 |
| 16 de novembro | Barclays ATP World Tour Finals Londres, Reino Unido Torneio de fim de temporada US$ 7.000.000 – duro (coberto) – 8S•8D | Jean-Julien Rojer Horia Tecău                                        | Rohan Bopanna Florin Mergea                                                | 6–4, 6–3                 |
| 23 de novembro | Copa Davis: final Ghent, Bélgica – saibro (coberto) Competição de longa duração entre países – 16E                     | Grã-Bretanha · Kyle Edmund · Andy Murray · Jamie Murray · James Ward | Bélgica · Ruben Bemelmans · Kimmer Coppejans · Steve Darcis · David Goffin | 3–1                      |